# Aida Nuño Palacio
Aida Nuño Palacio (Hevia, Siero, Astúries, 24 de novembre de 1983) és una ciclista espanyola. Especialitzada en el ciclocròs, ha guanyat diversos cops el Campionat d'Espanya.

## Palmarès en ciclocròs
- 2001-2002
  -  Campiona d'Espanya en ciclocròs
- 2002-2003
  -  Campiona d'Espanya en ciclocròs
- 2010-2011
  -  Campiona d'Espanya en ciclocròs
- 2013-2014
  -  Campiona d'Espanya en ciclocròs
- 2014-2015
  - 1a al Ciclocròs de Laudio
- 2015-2016
  -  Campiona d'Espanya en ciclocròs
  - 1a al Ciclocròs de Laudio
  - 1a al Gran Premi Les Franqueses
  - 1a al Ciclocròs Ciutat de València
- 2016-2017
  - 1a al Ciclocròs de Laudio
  - 1a al Trofeu Joan Soler
  - 1a al Gran Premi Les Franqueses
  - 1a al Trofeu San Andrés
  - 1a al Ciclocròs d'Igorre
  - 1a al Ciclocròs Ajuntament de Muskiz
  - 1a al Ciclocròs de Karrantza
  - 1a al Ciclocròs d'Asteasu
  - 1a al Basqueland Zkrosa
- 2017-2018
  - 1a al Ciclocròs de Laudio
  - 1a al Trofeu San Andrés